# Staroegyptské názvy Egypta
Staroegyptské názvy Egypta se v ničem nepodobají tomu, jak tuto zemi nazýváme dnes. V minulosti mívaly státy, nebo území na nichž se státy nacházely, poněkud odlišná jména, než jaká mají dnes. A čím vzdálenější minulost, tím propastnější se zdá být rozdíl mezi současným a tehdejším názvem daného území. Ani Egypt v tomto není výjimkou.
I naše současné označení má své kořeny v egyptštině, avšak původně to s názvem této země nemělo nic společného. Původně šlo totiž o označení pro Ptahův chrámový komplex v městě Mennofer (řecky Memfis) který byl nazývám „Palác Ptahovy Ka“, což se ve střední egyptštině egyptštině řeklo „ḥwt kȝ ptaḥ“ [ħawiʔˌkuʀpiˈtaħ]. Z tohoto názvu se však během staletí stal nový výraz (podobně jako v češtině se z půl dne stalo poledne), který se mohl vyslovovat přibližně [ħajəˌkuʔpəˈtaħ]. 
V této podobě se s tímto označením setkali Řekové. Přizpůsobili si jej svému jazyku a začali jej používat k označení celé země a dokonce k tomu i měli mýtus, v němž je to vlastně jméno egyptského krále, po němž se nazývá i celá zem. Tento Řeky zkomolený název zněl AIΓYΠTOΣ (Aigyptos). Když se s tímto označením pro Egypt setkali Římané, převzali jej a přizpůsobili si jej zase svému jazyku a tak vzniklo ÆGYPTVS (Égyptus), což byl později (když se Egypt stal součástí Impéria) i oficiální název provincie. A z toho je pak odvozen náš současný název Egypt, podobně jako z latinské předlohy vycházejí i v řadě dalších jazycích.
Sami Egypťané však svou zemi nazývali jinak. A neměli pro ni jen jeden název, ale hned několik a každý z nich vyjadřuje, jak Egypťané svou zem vnímali a co pro ně znamenala. (viz níže)
A i v současnosti obyvatelé svou zemi nenazývají jako Egypt. Oficiální název země zní Džumhúrja al-Misríja al-'Arabíja, což se v arabském světě a v Egyptě samotném v běžném hovoru nahrazuje zkráceným Maṣr či Miṣr.

## Druhy názvů

### Kemet

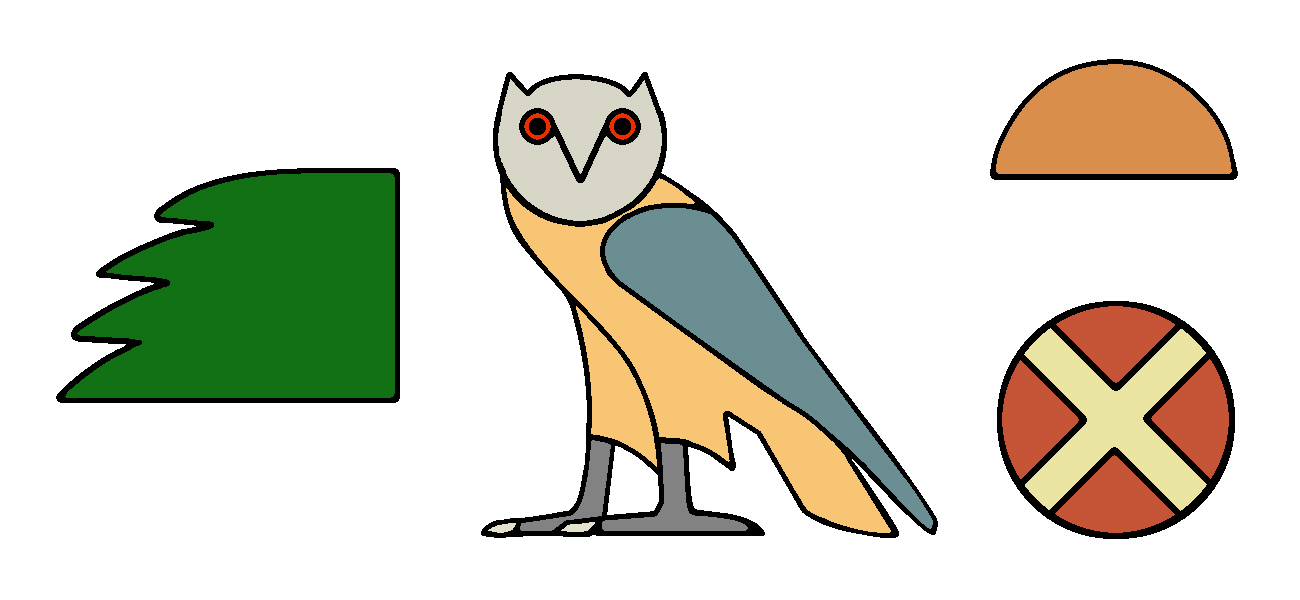
hieroglyphický zápis "Kemet"

Název Kemet neboli 'km.t' (možná ve střední egyptštině vyslovováno /ˈkuːmaʔ/) bývá občas používán ve variantě Kemi nebo taktéž chybně jako Ta Kemet. V překladu znamená „Černá země“ a je odvozen od černého úrodného bahna, které bylo (až do postavení Asuánské přehrady) přinášeno každoročními záplavami na Nilu a které bylo pro egyptské zemědělství nepostradatelné. Už sám Herodotos o Egyptu napsal, že je darem Nilu. Pochopil, že bez této řeky a jejích každoročních záplav by Egypt nikdy nemohl být tím čím byl (pokud by vůbec byl) a zcela nepochybně si toho byli vědomi i sami Egypťané.
Ačkoliv neměli žádné božstvo, které by bylo ztělesněním Nilu jako takového, ve své mytologii měli odkazy na jeho záplavy. Bůh Hapi, uctívaný v podobě býka (Řeky nazývaného Apis), byl bohem, jenž představoval plodnou sílu těchto záplav. Jiný bůh, Chnum, podle jejich představ sídlil v prvním kataraktu, odkud řídil sílu záplav.
Egypťané si byli dobře vědomi významu, jaké pro ně záplavy a jimi přinášené úrodné bahno měly. Natolik si toho byli vědomi a natolik před tím měli úctu, že se úrodná síla těchto záplav dostala i do jména, kterým Egypťané nazývali svoji zem. Název sám tvoří opozitum pro Dešret, což by se analogicky dalo přeložit jako rudá země. Tímto pojmem byly označovány pouště obklopující Egypt podle barvy sluncem rozpáleného písku. Pouště už Egypťané za součást svojí země nepovažovali.
Z něj je odvozen název pro rekonstrukcionistický směr, odkazující se na staroegyptské tradice a náboženství: kemetismus.

### Ta Meri

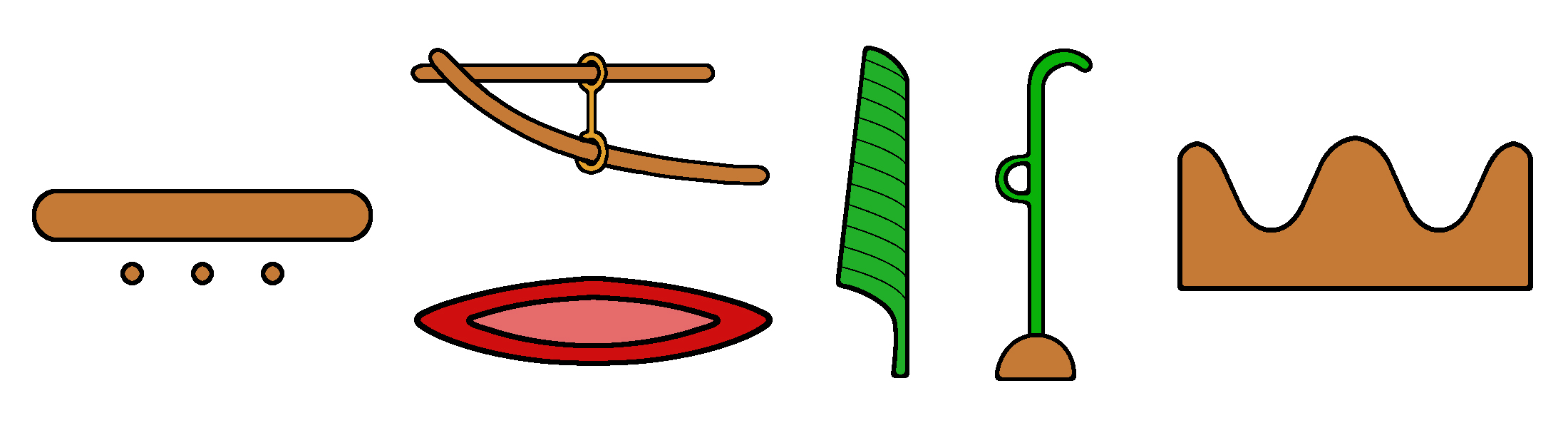
hieroglyphický zápis "Ta Meri"

Tento další staroegyptský název hodně vypovídá o vztahu, jaký Egypťané ke své zemi měli. V překladu totiž znamená „Milovaná země“, někdy též jako „Obdělávaná země“ (v egyptštině „tȝ mrj“, možná vyslovováno ve střední egyptštině /taʀ miˈɾiːtaw/) jako protiklad neúrodné a nehostinné pouště, která údolí Nilu obklopuje z obou stran. Pro Egypťany byla jejich rodná země velice důležitá, byla to zem jejich předků (Egypt byl velmi tradicionalistická kultura) a byla to zem jejich bohů.
I v příběhu Egypťana Sinuheta je patrná tato láska k rodné zemi. Není tím však míněna Waltariho kniha, nýbrž staroegyptská povídka "Vlastní životopis Sinuhetův" který sepsal sám Sinuhet v polovině Střední říše. Sinuhet utekl z Egypta, po mnoha letech se však nakonec rozhodl do své země vrátit, aby v ní, po své smrti, mohl být pohřben. Pro Egypťany byla myšlenka, že by byli pohřbeni jinde než v Egyptě, strašlivá a proto bylo vyhnanství jedním z nejtěžších trestů, protože to pro odsouzeného znamenalo, že nebude moct být pohřben v zemi svých předků a svých bohů.

### Ta Neteru

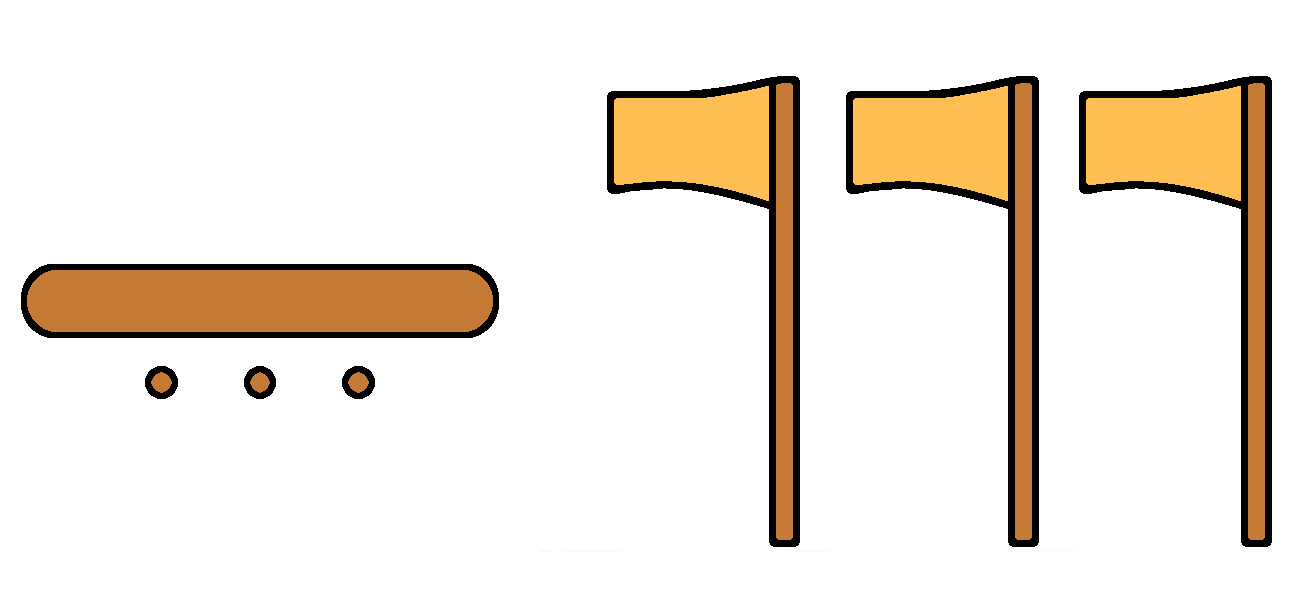
hieroglyphický zápis "Ta Neteru"

O Egypťanech se mnohdy ve starověku hovořilo jako o nejzbožnějším národu a samotný Egypt býval nezřídka označován jako „chrám světa“ O úctě Egypťanů vůči své zemi bylo již psáno, stejně jako i o tom, že ji vnímali jako zemi svých bohů. Což je vlastně i překladem tohoto jejího názvu: „Země bohů“.

### Tawy

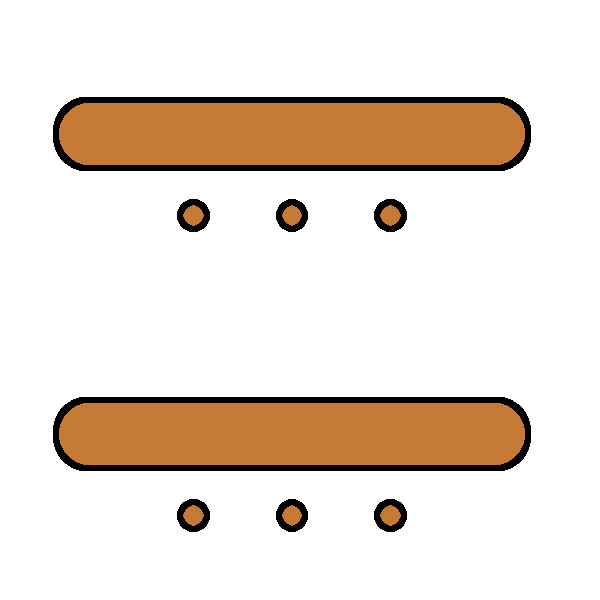
hieroglyphický zápis "Tawy"

Tento poslední název (v české literatuře je možné se také setkat s jeho přepisem Tauej) („tȝwj“ ve střední egyptštině vyslovováno /ˈtaʀw?j/) vychází z tradice, podle níž byl Egypt dělen na Horní království a Dolní království, kvůli čemuž byl Egypt označován jako „Dvě země“.
Podle této tradice byl Egypt kdysi rozdělen na dvě samostatná království, až jeden panovník, který je v Egyptských legendách znám pod jménem Meni či v pořečtěné podobě Menés, Egypt sjednotil a vytvořil z něj jednotnou říši. Rozdělení na Horní a Dolní království však prolíná celé egyptské dějiny a i královská koruna byla kombinací bílé hornoegyptské a červené dolnoegyptské. Historicky však bylo zatím prokázáno samostatné a jednotné státní zřízení jen v Horním Egyptě.
Někdy je ale tento název vykládán jako odkaz na dva břehy řeky Nil. Ta celý Egypt rozdělovala na dvě části: levý/západní břeh a pravý/východní břeh.

#### Horní a Dolní Egypt
Jižní část Egypta (Horní Egypt) bývala nazývána Ta Šema (šmˁw) – „Úzká země“, přičemž toto jméno popisně odkazuje na tamní geografickou realitu krajiny v podobě úzkého obyvatelného pruhu země podél toku Nilu sevřeného pouštěmi a horami, zatímco jméno severní části (Dolního Egypta) Ta Mehu (mḥw) – „Plná země“ má zřejmou souvislost s geografickou charakteristikou široce rozevřené nilské delty. Toto pojetí úzce souvisí s mytologickými představami a zdůrazňuje postavení panovníka jako dědice bohů.
|  |  |  |